# 刘景 (汉赵)
刘景（？—318年）。新兴（今山西省忻州市）匈奴人，中国五胡十六国漢國皇族。
刘景跟随刘渊，历任右於陆王、大都督、大将军。309年，担任灭晋大将军，统兵攻克黎阳，在延津击败西晋将领王堪。他滥杀无辜，将男女三万人沉入黄河，劉淵聞後大怒，罢为平虏将军。后封汝阴王。他和楚王刘聪等率军五万攻打洛阳，无功而还。314年，封为太师，和晋王丞相刘粲等人为七公。后来出任太宰，封上洛王，318年，被大司空靳准陷害，被刘粲杀害。

## 资料来源
- 《资治通鉴》晋纪